# 8175 Boerhaave
8175 Boerhaave (1991 VV5) là một tiểu hành tinh vành đai chính được phát hiện ngày 2 tháng 11 năm 1991 bởi E. W. Elst ở Đài thiên văn Nam Âu.